# Sylvacoleus sharovi
Sylvacoleus sharovi is een keversoort uit de familie Tshekardocoleidae. De wetenschappelijke naam van de soort is voor het eerst geldig gepubliceerd in 1963 door Ponomarenko.